# D. J. Kennedy
David Johnelle „D. J.“ Kennedy (* 5. November 1989 in Pittsburgh, Pennsylvania) ist ein US-amerikanischer Basketballspieler. Nach dem Studium spielte Kennedy zunächst in der Minor League NBA Development League (D-League) für Farmteams der NBA, wobei er nach Abstellungen in die NBA auf zwei Einsätze in der am höchsten dotierten Profiliga kam. Zum Ende seiner zweijährigen Zeit in der D-League wechselte Kennedy zu den Rio Grande Valley Vipers, mit denen er die Meisterschaft der D-League 2013 gewann. Anschließend spielte Kennedy in Europa, wo er sich nach zumeist kurzzeitigen Verträgen in Frankreich, Israel und Russland nach Beginn der Basketball-Bundesliga 2014/15 den MHP Riesen Ludwigsburg in Deutschland anschloss. In dieser Mannschaft wurde er als Topscorer in Punkten pro Spiel als bester Offensivspieler der Liga ausgezeichnet und erreichte noch die Play-offs um die deutsche Meisterschaft.

## Karriere
Zum Abschluss seiner Schulzeit in seiner Geburtsstadt gewann Kennedy eine Staatsmeisterschaft von Pennsylvania mit der Schulmannschaft der Schenley High School. Anschließend bekam er ein Stipendium der St. John’s University in New York City, mit deren Hochschulmannschaft Red Storm Kennedy in der Big East Conference der NCAA spielte. Unter Trainer Norm Roberts schaffte der Red Storm erst 2010 eine positive Saisonbilanz und bekam eine Einladung zum National Invitation Tournament, bei dem man in der ersten Runde ausschied. Unter dem neuen Trainer Steve Lavin gab es in Kennedys Senior-Jahr eine weitaus positivere Saisonbilanz und die Qualifikation für die landesweite NCAA-Endrunde 2011, in der man jedoch im Auftaktspiel überraschend deutlich mit 15 Punkten Unterschied den schlechter eingestuften Bulldogs der Gonzaga University unterlag. In der Entry Draft der am höchsten dotierten Profiliga NBA 2011 wurde Kennedy, dessen Punkteschnitt sich unter Lavin in seinem Abschlussjahr von 15 auf gut zehn Punkte pro Spiel verringert hatte, anschließend nicht ausgewählt.
Im November 2011 schloss sich Kennedy schließlich den Erie BayHawks aus Erie zurück in seinem heimatlichen Bundesstaat an. Nach dem Ausscheiden der BayHawks in der ersten Play-off-Runde der D-League bekam Kennedy schließlich doch noch einen Vertrag in der NBA bei den Cavaliers aus dem ebenfalls am Eriesee liegenden Cleveland. Bis Saisonende der NBA 2011/12 hatte er noch zwei Einsätze mit knapp 30 Minuten durchschnittlicher Einsatzzeit, doch die Cavaliers verpassten mit der drittschlechtesten Bilanz aller NBA-Teams den Einzug in die Play-offs deutlich. Im Sommer 2012 kam Kennedy in einem Spielertausch für Jeremy Pargo zu den Memphis Grizzlies, wo er jedoch als Trainingsspieler nur bis Anfang Oktober blieb. Zu Saisonbeginn kehrte er schließlich zu den BayHawks in die D-League zurück. Zusammen mit dem deutschen Nationalspieler Tim Ohlbrecht stand Kennedy in der Starting Five der Prospects beim All-Star Game der D-League, was man mit 14 Punkten Unterschied gegen die von Mike Taylor trainierten Futures gewinnen konnte. Nachdem die BayHawks mit einer durchschnittlichen Saisonbilanz die Play-offs zu verpassen drohten, wechselte Kennedy zum Saisonende von der Grenze zu Kanada in den äußersten Süden von Texas nach Hidalgo, nachdem D-League-MVP Andrew Goudelock zu den Los Angeles Lakers aufgerückt war. Bei den Rio Grande Valley Vipers gewann Kennedy zusammen mit Ohlbrecht die Meisterschaft 2013 der D-League. In der NBA Summer League 2013 spielte Kennedy im Trikot des damaligen NBA-Champion Miami Heat, bevor er in der Saisonvorbereitung wieder einen Vertrag in Texas bei den Dallas Mavericks hatte, die ihn jedoch zehn Tage vor Saisonbeginn der NBA wieder entließen.
Im November 2013 kehrte Kennedy nicht mehr in die D-League zurück, sondern wechselte nach Europa an den Ärmelkanal zu Basket Club Maritime aus Gravelines bei Dünkirchen im äußersten Nordosten Frankreichs. Erst in der laufenden Saison verpflichtet, blieb Kennedy nur gut fünf Wochen beim ULEB-Eurocup-Teilnehmer und verließ den Verein wieder Anfang Dezember. Im Januar 2014 unterschrieb Kennedy einen neuen Vertrag bei Hapoel aus Cholon in der israelischen Ligat ha’Al, die organisatorisch zum Kontinentalverband FIBA Europa gehören. Am Saisonende erreichte die Mannschaft mit knapp positiver Saisonbilanz auf dem siebten Platz die Meisterschafts-Play-offs, in denen man in der ersten Runde gegen Hapoel Jerusalem ausschied. Zu Beginn der Saison 2014/15 stand Kennedy für knapp sechs Wochen bei dem in der VTB United League spielenden russischen Verein Krasny Oktjabr aus Wolgograd unter Vertrag. Bevor die Mannschaft von dem deutschen Trainer Dirk Bauermann übernommen wurde, wurde Kennedys Vertrag bereits wieder gelöst und dieser wechselte Anfang Dezember zum schwach in die Saison gestarteten deutschen Erstligisten MHP Riesen aus Ludwigsburg. Hier konnte er die Rolle des formschwachen Coby Karl übernehmen und die Riesen aus dem Tabellenkeller wieder auf einen Play-off-Platz am Saisonende führen. Gegen den Hauptrundenersten und späteren Titelgewinner Brose Baskets blieb man in der ersten Runde jedoch ohne eigenen Sieg. Als Topscorer der Basketball-Bundesliga 2014/15 erhielt Kennedy zudem die Auszeichnung als bester Offensivspieler der Hauptrunde. Im Sommer 2015 unterschrieb Kennedy einen Vertrag beim russischen Verein BK Jenissei Krasnojarsk.

## Erfolge und Auszeichnungen
- BBL All-First-Team: Saison 2014/15
- BBL Best Offensive Player: Saison 2014/15